# Solar dos Câmara
O Solar dos Câmara, anteriormente denominado Palacete do Visconde de Pelotas, é um prédio histórico e um centro cultural da cidade brasileira de Porto Alegre, capital do estado do Rio Grande do Sul. Sendo mantido pela Assembleia Legislativa do Estado do Rio Grande do Sul desde 1981, ano em que a mesma adquiriu o solar da tradicional família Correia da Câmara.
O solar localiza-se à rua Duque de Caxias, n° 968, no Centro Histórico de Porto Alegre. É um prédio tombado pelo Instituto do Patrimônio Histórico e Artístico Nacional.
No salão nobre do solar estiveram os imperadores Dom Pedro I e Dom Pedro II, o Conde d'Eu, o Duque de Caxias e o botânico Auguste de Saint-Hilaire.

## História

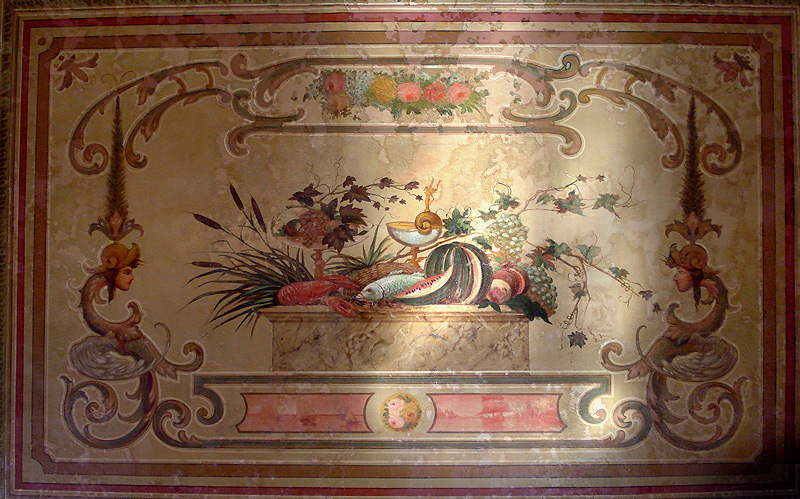
Pintura mural no antigo Salão de Refeições

O Solar dos Câmara foi construído entre 1818 e 1824 para José Feliciano Fernandes Pinheiro, no estilo dos casarões coloniais portugueses, para servir-lhe de residência.
Em 1824, José Feliciano, então inspetor da Alfândega do Rio Grande do Sul e de Santa Catarina, foi nomeado pelo Imperador Dom Pedro I o primeiro presidente da província de São Pedro do Rio Grande do Sul. Em 1826, ele foi elevado à nobreza brasileira com o título de visconde de São Leopoldo, por seus serviços no processo de colonização alemã na província. José Feliciano é também considerado o primeiro historiador do Rio Grande do Sul, por sua obra Anais da Província de São Pedro. Morreu em 1847, tendo residido no solar durante vinte e nove anos.

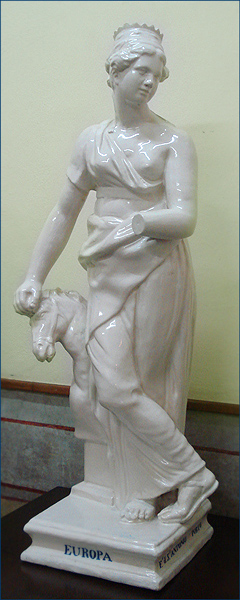
"Europa", uma das estátuas antigamente situadas na fachada.

Em 1851, José Antônio Corrêa da Câmara, o segundo visconde de Pelotas, casou-se com a filha mais nova do falecido visconde de São Leopoldo, vindo ambos a morar no casarão. Em 1874, a residência sofreu uma grande reforma, e o estilo original foi adaptado para satisfazer o gosto neoclássico dominante do período. Assim, o prédio foi ampliado e os ambientes internos receberam requintes como veludos, lustres, tapetes e cristais.
Em 1889, após a proclamação da república brasileira, o segundo visconde de Pelotas foi empossado como primeiro governador do Estado do Rio Grande do Sul e condecorado no ano seguinte como marechal, de modo que o solar permaneceu sendo um dos focos do poder político no Rio Grande do Sul. Em 1893, o marechal Câmara veio a falecer.

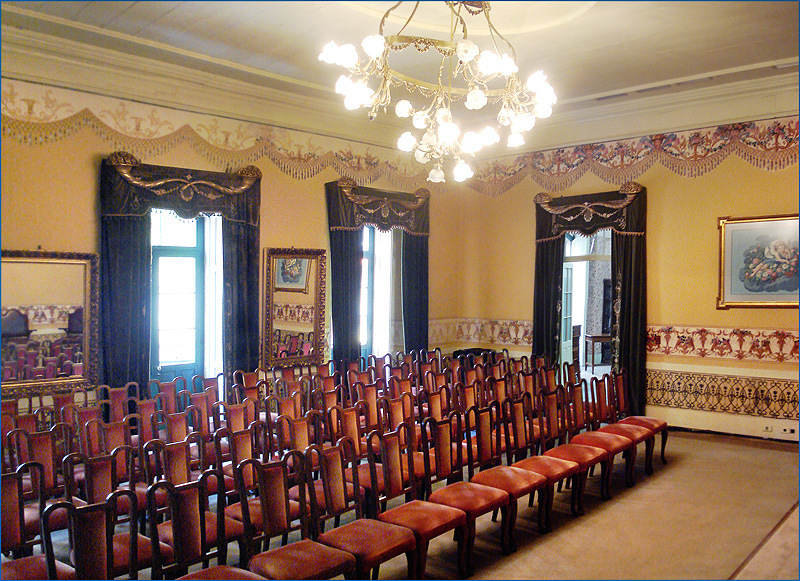
O Salão José Lewgoy, nome dado pela Assembleia Legislativa do Rio Grande do Sul

O terceiro e último morador do solar foi o professor e político Armando Pereira Corrêa da Câmara, neto do segundo visconde de Pelotas e bisneto do visconde de São Leopoldo. De formação cristã, ele foi importante líder político-católico, senador, reitor da Universidade Federal do Rio Grande do Sul (UFRGS) e o primeiro reitor da Pontifícia Universidade Católica do Rio Grande do Sul (PUCRS).
Em 1963, o prédio de 1290 m² foi tombado pelo Instituto do Patrimônio Histórico e Artístico Nacional (IPHAN), pois, além de seu valor histórico, passou a ser o remanescente mais antigo de arquitetura residencial do século XIX em Porto Alegre.
Após a morte de Armando Pereira Correia da Câmara, em 1975, foram iniciadas as negociações da Assembleia Legislativa com membros da tradicional família Corrêa da Câmara para aquisição do prédio. Finalmente adquirido em 1981, a Assembléia Legislativa passou a administrá-lo, instalando inicialmente o serviço de pesquisa e documentação histórica e um museu.
Em 1988, iniciaram-se as obras de restauração em parceria com o IPHAN, buscando a recuperação das características originais do prédio. Em 1993, totalmente restaurado, o solar foi aberto à comunidade sob a forma de um completo espaço cultural, promovendo a cultura e valorizando a história gaúcha.

## Arquitetura

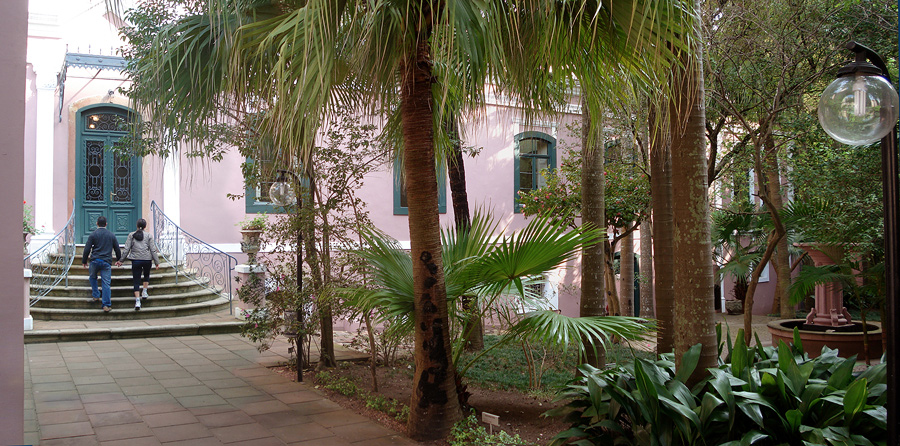
Jardins junto à entrada

O casarão possui diversos ambientes com características interessantes. Desde a entrada o imponente portal já transmite a sensação de opulência e poderio que cercou o local. O jardim densamente arborizado possui estátuas e fonte. Na fachada as janelas mostram sacadas de metal trabalhado e ornamentações em relevo, e como arremate uma grande platibanda sustentava diversas estátuas em cerâmica esmaltada, de origem portuguesa e representando os Continentes, hoje expostas no interior da casa, junto com outros remanescentes de adornos e utensílios usados pelos proprietários.
No interior, chama a atenção o Salão José Lewgoy, onde se realizam recitais de música, teatro e poesia, com um grande lustre, cortinados de veludo, aberturas com grandes marcos em madeira entalhada, pinturas e murais decorativas. No tempo de sua reforma, em 1874, foi revestida de papel de parede decorado, que foi removido no processo de restauro na década de 1990 para revelar as pinturas subjacentes, permanecendo partes dele como documento. Outra peça importante é o antigo Salão de Refeições, também com pinturas murais representando naturezas-mortas e paisagens campestres.

## O solar nos dias de hoje
O Solar dos Câmara é um espaço cultural completo, diponibilizando diferentes ambientes e programas à comunidade. Nele são realizadas apresentações artísticas e as mais variadas atividades culturais.
Na casa estão instalados um pequeno memorial, biblioteca e, também, o Departamento de Relações Institucionais da Assembleia. Além disso, ali também funciona a Escola do Legislativo, que busca promover educação para exercício da cidadania e para o fortalecimento do Poder Legislativo. Dentre seus projetos estão o de Qualificação Profissional para servidores e estagiários da Assembleia; o Deputado por um Dia, sorteando alunos de escolas para conhecerem por dentro o funcionamento da Casa Legislativa; e a edição da revista Estudos Legislativos, dedicada à publicação de trabalhos inéditos em português ou espanhol.